# البريء
البريء فيلم مصري جريء يحمل أكثر من فكرة واحدة، يتحدث الفيلم عن الحرية بمعناها الشامل، وذلك عن طريق إظهار لمحات من الفساد السياسي في مصر بعد سياسة الانفتاح، وبالتحديد خلال فترة ما سمي بانتفاضة 17 و18 يناير 1977, كما أن الفيلم يتحدث عن فكرة تحول الإنسان إلى آلة مبرمجة من أجل خدمة سلطة معينة، ويختصر بعض النقاد فكرة الفيلم بالعبارة قمع الحرية بجهل الأبرياء. كتب مؤلف قصة الفيلم وحيد حامد في الإهداء الذي تصدر نص السيناريو المكتوب إهداء إلى عشاق الحرية والعدالة في كل زمان ومكان أهدي هذا الجهد المتواضع. بالرغم من جودة العمل الفني وإبداع الممثلين، انتقد البعض نهاية الفيلم لكونها - وحسب تعبير البعض - كررت النغمة الشرقية القديمة للحلول الفردية، والتي تتمثل عادة في التصفيات الجسدية.
وافق وزير الثقافة المصري فاروق حسني في عام 2005، في انتصار نادر لحرية الرأي والتعبير في العالم العربي على عرض النسخة الكاملة لفيلم البريء من دون حذف للمرة الأولى على شاشة السينما، بعد 19 عاماً من إنتاجه. وكان الفيلم قد واجه اعتراضات رقابية، وشاهده وزراء الداخلية والدفاع والثقافة في عام 1986, وطالبوا بحذف عدد من مشاهده وتغيير نهايته. تم عرض الفيلم كاملاً وبدون تقطيع أو رقابة في أبريل 2005 في مهرجان السينما القومي تكريماً للفنان الراحل أحمد زكي. ومن المعروف أن الفيلم اختصرت منه بعض الجمل في مشاهده المختلفة، كما حذف مشهد النهاية من قبل لجنة رقابة شكلها مجلس الوزراء من 3 وزراء: وزير الدفاع السابق المشير عبد الحليم أبو غزالة ووزير الداخلية السابق أحمد رشدي ووزير الثقافة السابق أحمد عبد المقصود هيكل في عام 1986 قررت حذف المشهد بحجة أن الزمن لا يتناسب مع عرضه. يحتوي الفيلم على أغنيتين بصوت الموسيقار المبدع عمار الشريعي، ومن كلمات الشاعر عبد الرحمن الأبنودي. اعتبر البعض هاتين الأغنيتين قمة في الإبداع ومعبرتين جداً عن مضمون الفيلم.

## القصة
الشخصية الرئيسية في الفيلم هو أحمد سبع الليل (أحمد زكي)، الشاب الريفي الفقير الذي يعيش مع أمه وأخوه عبد الصبور المتخلف عقليًّاً. لا يعرف أحمد سبع الليل من الدنيا إلا قريته حيث لم تمكنه ظروفه الاقتصادية من التعليم. مفهومه للوطن مفهوم بسيط فالبلد بالنسبة له هي الحقل الذي يزرعه بنفسه والترعة التي يقذف بجسده فيها ليقاوم حرارة الصيف، والأعداء هم من يمكن أن يراهم رؤيا العين وجهاً لوجه، حيث يتوقف استيعابه الذهني عند ذلك الحد، والترفيه الوحيد الذي يمارسه بعد عناء يوم شاق هو محل البقالة الوحيد الذي يتجمع عنده بعض شبان القرية لقضاء الوقت بالحديث أو بالتسلي بالسخرية من السذج أمثال أحمد سبع الليل. الشاب الجامعي الوحيد في القرية, حسين وهدان (ممدوح عبد العليم) متعاطف مع أحمد سبع الليل ويمنع الشباب الآخرين من التمادي في السخرية من سذاجته، ويقوم بتشجيعه على تجنيد نفسه في القوات المسلحة للدفاع عن البلد ضد الأعداء.
عندما يتم استدعاء أحمد سبع الليل للتجنيد الإجباري ولأنه لا يعرف ما معنى التجنيد أو إلى اين يذهب يقوم حسين وهدان بتوضيح معنى التجنيد لأحمد سبع الليل فيقول إن الجيش يحمي البلد من أعداء الوطن، وهنا يرد أحمد وقد فهم أن المقصود قريته بس بلدنا ما لهاش أعداء وهذه الجملة هي مفتاح أحداث الفيلم وافتتاحية الفيلم نصًّا وإخراجًا وتصويرًا. يتضح فيما بعد أن المطلوبين لأداء الخدمة العسكرية يخضعون لبرنامج مكثف من الفحص الطبي، بالإضافة إلى تصنيفهم تصنيفاً ثقافياً وعلمياً، فيصبح أحمد سبع الليل الأمي الذي يجهل القراءة والكتابة، في ذيل القائمة وينتهي الأمر به إلى الانخراط ضمن قوات حراسة أحد المعتقلات الخاصة بالمسجونين السياسيين في منطقة صحراوية معزولة، وهناك يتم تدريبه على إطاعة الأوامر بأسلوب الطاعة العمياء التي تتطلب تنفيذ الأوامر بدون أية مناقشة حتى ولو كانت منافية للمنطق.
في المعتقل نرى العقيد توفيق شركس (محمود عبد العزيز) وهو نمط الضباط الذي يعيش حياة مزدوجة بين حياته الخاصة حيث يبدو في غاية اللطف والرقة، وبين حياته العملية حيث يمارس أبشع وسائل التعذيب بعنف ووحشية، فنرى الازدواجية في شخصية العقيد عندما يشارك طفلته في اختيار هدية عيد الميلاد فإنه يرفض أن يبتاع لها لعبة على شكل عسكر وحرامية وإنما يختار لها آلة موسيقية رقيقة هي الجيتار، بل إنه لا يتعامل بغلظة مع شرطي المرور الذي يعنفه لوقوفه بسيارته في الممنوع. في مقابل ذلك يتحول توفيق شركس إلى وحش بشري في معسكر الاعتقال، لا يخضع لأي وازع إلا إرضاء الرؤساء الذين يكلفونه بواجبات منصبه، فيبالغ في التنكيل بنزلاء المعتقل. يرى أحمد سبع الليل أن المعتقلين يجبرون على تناول الخبز من الأرض وأيديهم خلف ظهورهم، فيسأل لماذا؟ فيقول له الشاويش هؤلاء أعداء الوطن.
من بين المعتقلين نرى الكاتب رشاد عويس (صلاح قابيل) وأستاذ الجيولوجيا (جميل راتب). ولسذاجة أحمد وبساطته فأنه يعترض على أن يقدم الجيش الطعام لأعداء الوطن ويقوم بحراستهم بكل يقظة والعمل على إجهاض أية محاولة من أحدهم للخروج عن نظام المعتقل، ولا يتأثر على الإطلاق بسوء المعاملة وقسوتها، التي يبديها قائد المعسكر العقيد توفيق شركس وضباطه للمسجونين؛ إلى حد الإهانات الجارحة والتعذيب البدني المبرح، بل إن أحمد سبع الليل يرى أنه من المفروض قتل هؤلاء الأعداء لكى يعود كل عسكري لغيطه وداره. تمر أحداث الفيلم سريعاً بعد ذلك وتعكس صورة لواقع مرير من تزييف الحقائق حينما يتبدل حال السجن فور ورود معلومات بوجود لجنة تفتيش لتقييم السجن، فيعامل المساجين معاملة طيبة وتفتح لهم مكتبة وملاعب كرة قدم، وما إن تنتهي اللجنة من عملها وتغادر المعتقل حتى تعود الأمور لحالها السيئ في البداية.
يستعمل المخرج الناي كرمز للعائق الوحيد من تحويل الإنسان إلى آلة.. فأحمد سبع الليل يعشق الناي، وعندما يعزف أحمد على الناي في موقع حراسته يأمره الشاويش بإلقاء الناي، ونرى الناي، وهو يسقط من برج الحراسة إلى الأرض وتنتهي الحركة الأولى من الفيلم، وتبدأ الحركة الثانية بالغناء الجماعي للمعتقلين من تأليف الشاعر عبد الرحمن الأبنودي دون موسيقى ولا آلات أغني بدموعي لضحكة الأوطان. يبدأ في الجزء الثاني من الحبكة محاولة الكاتب رشاد عويس (صلاح قابيل) الهرب، ولأن الحارس الساذج أحمد يؤمن فعلا بأن المعتقلين أعداء الوطن، يقوم بمطاردته حتى آخر نفس، لتنتهي المطاردة بمعركة بين الجندي الشاب والكاتب المعتقل يزهق فيها الفتى روح الرجل خنقاً وسط هتاف المعتقلين إنت مش فاهم حاجة، وهو يعتقد أنه يطهر الوطن من مثل هذا العدو، وتكون مكافأته إجازة يذهب فيها إلى قريته وترقيته إلى رتبة العريف تقديراً لشجاعته وبطولته.
تأتي قمة الإثارة في الفيلم حينما يأتي مجموعة من طلاب الجامعة للتأديب في المعتقل لتعبيرهم عن رأيهم ويستعد أحمد بالعصا في يده لتأديب أعداء الوطن، ولكن المفاجأة أن أحد الطلاب هو ابن قريته حسين وهدان (ممدوح عبد العليم) الذي يحبه أحمد حباً كبيراً، وتعلم على يديه العديد من أمور الحياة وواجبه تجاه الجندية، وهنا يعصي أحمد الأوامر ويمتنع عن ضرب ابن قريته، بل ويدافع عنه ويصرخ وهو يحميه بجسده ويتلقى السياط عنه ده حسين أفندي ابن الحاج وهدان، أنا عارفه، ده لا يمكن يكون من أعداء الوطن. وهنا تبدأ الحركة الأخيرة من هذا العمل السينمائي، وفيها يعاني أحمد لحظة التنوير عندما يدرك أنه لا يحارب أعداء الوطن، ويسجن مع حسين، ويموت حسين بين ذراعي صديقه متأثرًا بلدغة ثعبان، ويعود أحمد إلى عمله وعيناه تقولان إنه قرر أمرًا، ولكن أحدًا لا يستطيع التنبؤ به. ومرة ثانية يغني المعتقلون أغنية حزينة عن تبديل الحقيقة، وقلب المعاني. ويعزف أحمد على الناي القديم الذي صنعه بيديه، ومن موقعه في برج الحراسة، الناي في يد، والرشاش في اليد الأخرى، يرى السيارات قادمة تحمل المزيد من المعتقلين، فيرفع الرشاش ويصرخ صرخة مدوية ينتهي معها الفيلم كما عرض على الجمهور، ولكن الفيلم في نسخته الأصلية يتضمن خاتمة يطلق فيها أحمد الرصاص على الضباط والجنود، ويلقى مصرعه بدوره على يد أحد الجنود، بينما المعتقلون يدقون أبواب سيارات النقل الكبيرة من الداخل ويطالبون بالحرية.

## البطولة
| - أحمد زكي: أحمد سبع الليل - محمود عبد العزيز: العقيد توفيق شركس - ممدوح عبد العليم: حسين وهدان - إلهام شاهين: نوارة - جميل راتب: دكتور الجويلوجيا المسجون | - صلاح قابيل: الكاتب رشاد عويس المسجون - حسن حسني:الضابط - أحمد راتب: أحد المسجاين - ناهد سمير: ام احمد - حسني عبد الجليل:الصول بسيوني | - عبد الله حفني:أخو أحمد سبع الليل - حسان اليماني:شيخ البلد - غريب محمود:العمدة - عبده الوزير:الي في الباص - سمير وحيد | - بدر نوفل - شوقي شامخ - حسين وهدان - علية عبد المنعم - وسيلة حسين | - عبد الجواد متولي - محمود العراقي - سامي عطايا - أحمد أبو عبية - سامي كامل |

## لمحات وقضايا إخراجية
- أصر الممثل أحمد زكي أن يلقي عليه محمود عبد العزيز ثعابين حقيقية سامة داخل الزنزانة الصغيرة ليكون التعبير عن الخوف حقيقياً وليس تمثيلاً، يقول أحمد زكي: شعرت بخوف حقيقي من الثعابين وحاولت القضاء عليها جميعاً، لكن كانت تجربة لا تنسى.
- عندما كان وحيد حامد يكتب سيناريو الفيلم وعلى لسانه كان في ذهنه وقلبه صورة الممثل أحمد زكي لتجسيد شخصية أحمد سبع الليل وكان أحمد زكي في ذلك الوقت قد طلب من الكاتب وحيد حامد فيلماً لينتجه من خلال شركة الإنتاج التي كان أحمد زكي قد بدأ تكوينها، ولكن بعد أن قرأ أحمد زكي السيناريو أعاده إلي وحيد حامد وقال: آسف لا أحب أن يكون هذا الفيلم باكورة إنتاجي، وبعد فترة اشترته منه الفنانة سميرة أحمد لتنتجه من خلال شركتها، والطريف أنها اختارت أحمد زكي لبطولته.
- الفيلم يتناول حادثة وقعت للمؤلف وحيد حامد شخصياً خلال انتفاضة 17 و18 يناير 1977.
- يعتقد بعض النقاد إن السيناريو قد نجح في الخروج من إطار المعتقل، عندما كانت الكاميرا في الريف مع سبع الليل، تنقل لنا الخلفية الاجتماعية لبطل الفيلم، لكي تكون تصرفاته بعد ذلك مبررة ومنطقية، وفي المقابل لم ينجح السيناريو كثيراً في خروجه مع الضابط محمود عبد العزيز من المعتقل، رغبة في إعطاء شخصيته عمقاً وبعداً نفسياً واجتماعيا، حيث لم يؤثر ذلك في شخصية الضابط ولم يبرر تصرفاته السادية.
- يعتقد بعض النقاد أن الفيلم كله كان عبارة عن الأداء العبقري للمثل أحمد زكي، فشخصية سبع الليل أداها هذا الفنان ببساطة وصلت أحياناً إلى حد السذاجة التي يحتاجها الدور فعلاً، ولم يتخل عنها لحظة واحدة. إننا نشعر بأن أحمد زكي لا يمثل وإنما يقدم جانباً من شخصية موجودة في أعماقه ولم تلوثها المدنية بعد.[1]
- يعتقد بعض النقاد أنه بالرغم من أن فيلم (البريء) قد تناول موضوعاً خطيراً ومهماً، إلا أن هذا التناول لم يتلائم وحساسية هذا الموضوع. فالمعالجة جاءت تقليدية وضاعت بين الميلودراما المؤثرة المصحوبة بالعنف، وبين أطروحات الفن الملتزم والموضوع السياسي. لهذا جاء الفيلم ركيكاً في كتابته الدرامية، معتمداً في نجاحه على فكرته الجريئة.[1]
- مطاردة الشاحنة التي يهرب بها رشاد عويس (صلاح قابيل) كيف لها أن تتم بواسطة حصان يركبه شركس (محمود عبد العزيز) وبالأكثر كيف لها أن يطاردها أحمد زكي (أحمد سبع الليل) راكضاً على قدميه؟
- في افتتاحية الفيلم كانت هناك لوحة تقول وقائع هذا الفيلم لا تمثل الحاضر؟.
- الفيلم يحتوي على أغنيتين بصوت الموسيقار عمار الشريعي، ومن أشعار عبد الرحمن الأبنودي الأولى هي أغنية يا قبضتي

- والثانية هي أغنية محبوس يا طير الحق

## القضايا التي يثيرها الفيلم
- مفهوم الحرية في أكثر من اتجاه، مثل حرية التعبير عن الأفكار السياسية؛ ممثلة في الكاتب رشاد عويس، وحرية المواطن الخاصة ممثلة في حقه في محاكمة عادلة وهي تظهر في شخصية الموظف الذي قبض عليه أثناء معاكسته للنسوة، فيتم اعتقاله كمتهم سياسي، وحرية الإنسان في حياته الشخصية ممثلة في عالم الجيولوجيا الذي يتم اعتقاله وتعذيبه للضغط عليه ليغير من شكل تركيب حياته الأسرية المستقرة بتطليق زوجته، وحرية الجموع في التعبير عن القضايا العامة ممثلة في الطلبة ومن بينهم حسين وهدان.
- مفهوم حقوق الإنسان، خاصة حقوق السجناء وظاهرة الاختفاء القسري والتعذيب والاعتراف تحت ظروف الإكراه، وتنفيذ فعل معين تحت وطأة التعذيب.
- فكرة التعارض بين مفهوم الجندية ومفهوم مصلحة الوطن.
- مفهوم الطاعة العسكرية المطلقة في الحياة النظامية والعسكرية.
- الجلاد كصنيعة للسلطة قد يتحول إلى النقيض فيثور على صانعه، بل يصل الأمر إلى قيامه بالإجهاز عليه تماماً.

## وحيد حامد وعاطف الطيب
يعتبر الثنائي وحيد حامد، وعاطف الطيب من المهتمين بقضايا حقوق الإنسان والهموم الإنسانية في معظم أعمالهم، فقد بدأ المخرج عاطف الطيب (1947 - 1995) بتبني هذا النوع من القضايا بدءاً من فيلمه الثاني سواق الأتوبيس (1983) وفيلم الزمار (1984) الذي لا يزال ممنوعاً من العرض العام وفيلم الحب فوق هضبة الهرم (1986) وتطرق عاطف الطيب إلى قضية الفساد الاجتماعي في أفلامه أبناء وقتلة (1987) وكتيبة الإعدام (1989) وفيلم الهروب (1991) الذي تطرق إلى مسألة فساد السلطات الأمنية وفيلم دماء على الأسفلت (1992) وفي آخر فيلم له، ليلة ساخنة الذي عرض بعد وفاته تطرق الطيب إلى ظاهرة فقدان المواطن الصالح براءته عند اصطدامه بفساد السلطة. يعتبر عاطف الطيب واحداً من أهم مخرجى مدرسة الواقعية الجديدة التي انطلقت في الثمانينيات على يد مجموعة من المخرجين وهم علي عبد الخالق ومحمد خان وخيري بشارة بالإضافة إلى الطيب الذي رحل باكراً، حين كان تُجرى له جراحة لقلبه.
من جانب آخر بدأ المؤلف وحيد حامد اهتمامه بالهموم الإنسانية وقضايا حقوق الإنسان وبرز من بين كتاب السيناريو في السينما المصرية منذ السبعينيات من خلال فيلمه طائر الليل الحزين (إخراج يحيى العلمى، 1977) والذي تطرق فيه بصورة غير مباشرة إلى تغير السياسات العامة في مصر المصاحبة لما تعرف بحركة 15 مايو 1971. أزاح وحيد حامد الستار عن أحد وجوه الفساد السياسي من خلال فيلميه ملف سامية شعراوى (إخراج نادر جلال، 1988) والراقصة والسياسي (إخراج سمير سيف، 1990) الذي كان مقتبسا من قصة للأديب إحسان عبد القدوس وتطرق حامد إلى انحراف بعض كبار المسئولين في فيلم اللعب مع الكبار (إخراج: شريف عرفة، 1991) وقام بكشف عورات السلطة المتورطة في الفساد من خلال فيلم معالى الوزير (إخراج سمير سيف، 2002).

## الفترة الزمنية التي يتناولها الفيلم
استنادا إلى المؤلف وحيد حامد فإن أحداث الفيلم مستوحاه من الاضطرابات التي عمت مصر في 17 يناير 1977، حيث قدم رئيس المجموعة الاقتصادية الدكتور عبد المنعم القيسوني (1916 - 1987) مشروع الميزانية لعام 1977 أمام مجلس الشعب المصري، واشتملت علي حزمة من الإجراءات التقشفية لتخفيض العجز ورفع أسعار معظم الحاجيات الأساسية، فتولد إحساس من الطبقات الفقيرة والمتوسطة في مصر بأن طبقات القمة وسائل الإعلام الرسمية متورطة في سرقات وأعمال فساد، وكان للحزب الشيوعي المصري وحزب التجمع الوطني الوحدوي وحزب العمال الشيوعي والقوى الناصرية دور في تحريك الشارع المصري. ويرى البعض مثال حفل عقد قران ابنة الرئيس السادات على ابن المليونير عثمان أحمد عثمان في بذخ وترف في أوائل يناير 1977 مثالاً على توسع الفجوة بين الطبقات الغنية وبقية الشعب المصري.
تكتل بعض فئات الشعب المصري لأسباب مختلفة فمنهم من هب بسبب غلاء الأسعار وعدم وجود دخل يكفيه ومكان يأويه، ومنهم من هب لاعتقاده قيام السلطة بخداع الشعب ومنهم من هب خوفا علي فقدان مكاسبه السابقة، ومنهم من هب حقداً على مظاهر بذخ السلطة الحاكمة، وخرجت مظاهرات حاشدة في جميع المحافظات يوم 18 يناير 1977 من أسوان إلى الإسكندرية ومن العريش إلى السلوم وشارك فيها العمال والطلاب والموظفون وانطلقت الهتافات بالطول بالعرض هنجيب ممدوح الأرض، احنا الطلبة مع العمال ضد تحالف رأس المال
تم إخماد الانتفاضة بعد تدخل الجيش وتم اعتقال الكثير من المتظاهرين وكان من بينهم كاتب القصة والسيناريو والحوار لفيلم البريء، وحيد حامد. استطاع المتظاهرون أن يحققوا إنجازات مؤقتة، إذ ألغت السلطة في اليوم التالي للانتفاضة قرارات زيادة الأسعار في الحاجيات الأساسية، بل وتعهد رئيس الجمهورية السادات بأن يجعل هذا الإلغاء دائماً.. لكن لتزيد الأسعار بعد فترة تدريجياً.

## الممثلون
- أحمد زكي - بالدور الرئيسي أحمد سبع الليل رضوان الفولي
- محمود عبد العزيز - العقيد توفيق شركس
- إلهام شاهين - نوّارة
- ممدوح عبد العليم - حسين وهدان
- جميل راتب - الدكتور
- صلاح قابيل - رشاد عويس
- حسن حسني - الضابط
- أحمد راتب - الموظف
- ناهد سمير - أم أحمد سبع الليل
- عبد الله حقني - أخ أحمد سبع الليل
- حسني عبد الجليل - الصول
- حسان اليماني - شيخ البلد
- سيد غريب - العمدة

## مواضيع متعلقة
- إحنا بتوع الأتوبيس
- الكرنك
- وراء الشمس

## النهاية الحقيقة للفيلم
تحذير : حرق للأحداث
ينتهي الفيلم بطريقه غير التي تم اقتطاعها لتكون نهايه الفيلم وهي حالة من الثورة تصدر عن أحمد سبع الليل رضوان الفولي عندما يري مجموعة معتقلين جدد تدخل الي قلب المعتقل، فلا يستطيع التحكم في أعصابه ويرى أن الحل الأمثل هو إطلاق النار بشكل عشوائي علي الجميع حتى زملاءه من صغار المجندين ويترك السلاح من يده ليمسك بالناي ليعزف كما اعتاد قديماً، ويموت في هذا المشهد جميع من بالمعتقل إلا مجند واحد يقوم بإطلاق الرصاص علي أحمد سبع الليل فيسقط الناي بجوار السلاح، ويبدأ صوت العبقري عمار الشريعي ليشدو:
يا قبضتي دقي علي الجدار.. لحد ما ليلنا ما يتولد له نهار
يا قبضتي دقي علي الحجر.. لحد ما تصحي جميع البشر
مع صوت اشبه بمارش عسكري وهمهمة تصاحب خطوات المجند قاتل أحمد سبع الليل مبتعداً.

## هوامش
1. 1 2  فيلم البرئ علي موقع حسن الحداد نسخة محفوظة 08 مارس 2018 على موقع واي باك مشين.
2. ↑  السيناريست المصري وحيد حامد لـ "المستقبل":وصلت أفكاري إلى عدد كبير من الناس بفضل عادل إمام نسخة محفوظة 06 مايو 2009 على موقع واي باك مشين.

## روابط خارجية
- البريء على موقع IMDb (الإنجليزية)
- البريء على موقع الدهليز
- البريء على موقع قاعدة بيانات الأفلام العربية
- البريء على موقع قاعدة بيانات الفيلم (الإنجليزية)
- البريء على موقع ليتربوكسد (الإنجليزية)
- البريء على موقع كينوبويسك (الروسية)
- مقطع نهاية فيلم البرئ المحذوفة على يوتيوب